# Іван Попович (козацький полковник)
Іва́н Попо́вич (Попович-Ходорківський) (? — 15 червня 1663) — покозачений шляхтич, полковник Паволоцького полку в 1661–1663 роках, керівник козацького повстання Паволоцького полку 1663 року.

## Життєпис

### Походження та ранні роки
Про життєдіяльність Івана Поповича, на жаль, відомо дуже мало. Ситуацію ускладнює той факт, що досить важко ідентифікувати інформацію саме про нього через поширене на той час серед козаків прізвище «Попович», яке безапеляційно вказує лише на його соціальне походження — він був сином священика. Народився він, очевидно, у Київському воєводстві орієнтовно в першій половині XVII століття. Літописець Й. Єрлич 1663 року називає його «молодим», отже, ймовірно, народився він не раніше кінця 1620-х років. За однією з версій, Попович родом з Ходоркова, син місцевого священика, за іншою — син священика з Кам'яного Броду і родом звідти ж. Розділилися думки вчених і щодо імені його батька: як можливі варіанти називають імена Михайло, Олексій, Аврам.
Інформації про І. Поповича до 1660-х років практично немає. Дослідник В. Кривошея, на жаль, без посилання на джерела подає відомості, що якийсь Попович Іван займав уряд писаря полкового чигиринського 1637 року. Важко сказати, чи йдеться тут саме про майбутнього паволоцького полковника.
В Реєстрі Війська Запорозького 1649 року Іван Попович згадується як покозачений шляхтич в складі Кам'янобрідської сотні Білоцерківського полку. Є навіть дані, що 1649 року він очолював Білоцерківський полк (в період між полковництвом Івана Гирі та Михайла Громики), проте в 1654 році зустрічаємо його на посаді Кам'янобрідського сотника. Й. Єрлич називає Поповича Ходорківським, вказуючи на його походження з Ходоркова. Проте, можливо, що І. Попович після козакування в Кам'янобрідській сотні, до призначення полковником міг займати старшинську посаду в Ходорківській сотні, що було обов'язковою умовою перед посіданням полковницького уряду. Також, імовірно, що Попович був протягом короткого періоду 1663 року священиком саме у Ходоркові.

### На посаді паволоцького полковника
За гетьманування Юрія Хмельницького Іван Попович певний час був полковником (за деякими даними — наказним) в Паволочі, зайнявши місце Івана Богуна, котрий влітку 1661 року згадується вже як чигиринський полковник. За Йоахимом Єрличем, перше полковництво Поповича припало на період гетьманування Ю. Хмельницького та початок гетьманування Павла Тетері (1662–1663). Проте, якщо взяти до уваги, що І. Богун принаймні з серпня 1661 по березень 1662 року перебував на уряді чигиринського полковника, та, що інших осіб на уряді паволоцького полковника в даний час не зафіксовано, можна припустити, що Іван Попович став повним паволоцьким полковником одразу після призначення Богуна до Чигирина, тобто, не пізніше серпня 1661 року.
До рис характеру Поповича дослідники відносять ненависть до поляків і євреїв, лицарську безстрашність і чесність. З перших днів приходу до влади Павла Тетері він почав висловлювати своє невдоволення пропольською політикою гетьмана. І, очевидно, наприкінці зими 1663 року вперше підняв бунт проти останнього. Він посилав листи до Києва московському воєводі, прохаючи того про допомогу, почав нищити та виганяти шляхту з території свого полку. За це Тетеря хотів скарати його на горло. Але цей виступ був швидко придушений, так, що сам гетьман навіть не надав йому значення. Попович став шукати захисту в козацької старшини, в митрополита Д. Балабана та ченця Гедеона — Юрія Хмельницького, обіцяючи облишити шаблю, взяти до рук хреста, аби тільки лишитися живим. Тетеря прислухався до заступників, змилостивився, і Попович справді пішов у священики. Такий крок з боку гетьмана, очевидно, мав на меті уникнути загострення стосунків з представниками радикального угрупування козацької старшини.

### Паволоцьке повстання 1663 року

#### Повернення на посаду полковника. Початок повстання
Але не минуло й півроку, як Попович, бачачи, «які кривди чинять ляхи й жиди священикам і взагалі православним», скинув рясу, зумів повернути собі паволоцьке полковництво та вже навесні 1663 року знову з'явився в Паволочі й підняв повстання. Вже 6 (16) квітня С. Чарнецький писав Б. Радзивілу, що Тетеря наказав розстріляти полковників — Поповича й Вертелецького. А сам Тетеря повідомляв М. Пражмовському 2 (12) травня: «Дейнеки жорстоко придушені — уже втретє; козаки й татари ходили разом». Й. Єрлич зазначає, що вдруге І. Попович став полковником (очевидно наказним) після смерті Київського митрополита Діонісія Балабана (10 (20) травня 1663). Швидше за все, на цьому уряді він замінив Василя Петровського, котрий, за даними В. Кривошеї, був паволоцьким полковником у 1663 році перед І. Поповичем (найімовірніше — останній був паволоцьким полковником у період між двома полковництвами І. Поповича, тобто орієнтовно протягом лютого-травня 1663 року). За літописом Самовидця, паволоцьке повстання відбувалося влітку 1663 року, одночасно з проведенням Чорної ради в Ніжині.

#### Налагодження зв'язків з московським воєводою та Лівобережжям. Поширення повстання
Попович відновив зв'язки з московським воєводою у Києві та пообіцяв схилити на свій бік козаків і знову привести Правобережну Україну в підлеглість московському цареві. Отримавши від воєводи царську грамоту або привілей, полковник почав готувати повстання проти Тетері. Насамперед він зв'язався з лівобережним наказним гетьманом Якимом Сомком і прибув до Паволочі. Тут він винищив усю шляхту, яка повернулась до своїх маєтків і сподівалась на захист Тетері, а також чимало євреїв і багатих міщан. Повстання охопило всю територію Паволоцького полку та частину сусідніх полків і з кожним днем набирало все більшого розмаху. На заклик бунтівного полковника до нього стали прибувати всі, хто був невдоволений існуючим режимом, хто залишився поза козацькими і шляхетськими вольностями. Також до повстання приєдналися ті, хто складав найлюмпенізованішу частину козацтва й селян, яка радо відкликалася на подібні події — зі всіх боків почав гуртуватися навколо Поповича «чорний народ». Він з самого початку намагався поширити паволоцький виступ на все Правобережжя. Саме з цією метою він розсилав невеликі загони повстанців у різні боки, які закликали до своїх лав всіх бажаючих і піднімали людей на боротьбу зі шляхтою та орендарями. Ці загони вбивали шляхту та євреїв, грабували та вбивали купців.

#### Придушення повстання
Такий несподіваний поворот подій та неабиякий розмах повстання всерйоз занепокоїли гетьмана Тетерю. Він зрозумів, що його плани зазнають краху. Так, 26 червня (6 липня) 1663 р. він писав до короля: «Тут несподівано застало мене перетворення домашніх овець у хижих вовків, надавши привід навіженому зраднику попу підняти прапор бунту і згубити так багато душ людських; воно розорило мене, розладнало моє здоров'я і, нарешті, нестійку споруду щастя України, дещо уже відновлену моїми зусиллями, знову зруйнувало». Гетьманові все ж вдалося опанувати ситуацію. На допомогу гетьману підоспіла частина козацької старшини — полковники, сотники, котрі присягали на вірність королеві й Речі Посполитій. Для придушення повстання Тетеря був змушений викликати з Лівобережжя вірного йому генерального осавула Петра Дорошенка з добірними, згуртованими у битвах, козацькими підрозділами. Гетьман наказав стратити Поповича та полковника сусіднього Кальницького полку Івана Вертелецького.
Вони облягли в Паволочі Поповича разом із його загоном, який налічував до 1000 чоловік.. За словами Й. Єрлича, Попович мужньо оборонявся, сподіваючись на допомогу з-за Дніпра. Проте ці надії не справдилися, а сидіння в облозі наскучило обложеним, особливо паволоцьким міщанам. Тому вони, змовившись між собою, видають Поповича з його п'ятнадцятьма головними сподвижниками та здаються самі, просячи переможців про помилування. У них відібрали коней, зброю, майно, побили киями та обухами й пустили на волю. За Літописами Самовидця і Г. Граб'янки, не бажаючи бачити Паволоч спустошеною, І. Попович добровільно вийшов з обложеного міста разом із п'ятнадцятьма своїми товаришами й віддався до рук Тетері. Решта повсталих просили пощади — у них відібрали коней, зброю, майно, побили киями та обухами й пустили на волю. За словами літописця, «живих випустили, даруючи їм здоров'я». На допомогу повстанцям начебто ішов загін запорізьких козаків на чолі з І. Сірком, але, зупинений ворогами, змушений був повернутись на Січ.
Радянський історик М. Петровський вважає сумнівною звістку Самовидця, що посланці від І. Поповича до гетьмана І. Брюховецького звернулися по допомогу, але останній її не надав. Брюховецький став гетьманом 18 (28) червня, а від 26 червня (6 липня) маємо в листі Тетері королеві, що повстання в Паволочі придушено й провідця його вже знаходиться в руках Тетері. Тут лише можна припустити, що ці посланці або були вислані Поповичем незадовго перед кінцем повстання, або ж, що Попович послав раніше посланців до Я. Сомка, як наказного гетьмана Лівобережжя. Після ж обрання гетьманом Брюховецького, паволоцькі посланці звернулися до останнього. Але все це, звичайно, лише гіпотеза.

#### Страта Поповича
Сам Тетеря провадив слідство над бунтівником. 15 червня (за іншими даними — в середині липня) цього ж року Івана Поповича страчено в м. Корсуні (за іншими даними, Поповича стратили в Паволочі). Його смерть приглушила полум'я повстання. Літописець Єрлич описує деталі страти Поповича: «цього попа засуджено до такої смерті: спочатку розпеченою цеглою або каменем зітерти „гуменце“, що й було вчинено; тоді Поповича віддали до рук ката, який його терзав. Гетьман Тетеря нікого не допускав до підсудного. Він наказав катові прикласти йому до ребер розпечене залізо, потім звелів і катові одійти. Взявши папір і чорнило, сам допитував: хто його підмовляв до повстання, чи, може, сам його задумав, і кого з полковників або сотників він міг би назвати як своїх співучасників. Кат кілька разів мучив свою жертву й після кожного разу відходив од нього, а Тетеря допитував у четверо очей, і насамкінець звелів відтяти жертві руки й ноги, а тулуб кілька годин лежав на майдані, аж доки не спалили».
Допит учасників повстання показав, що найбільшою небезпекою для гетьмана було те, що серед правобережної козацької старшини виявилося чимало прихильників І. Поповича. Сам П. Тетеря з гіркотою зазначав: «У нас між своїми більше зрадників ніж благонадійних і доброзичливих, більше схильних до того боку». Королівський резидент у війську Запорозькому С. Венславський наприкінці червня 1663 року в листі до короля підкреслив, що П. Тетеря тепер переконався, «…яка небезпека загрожує йому, коли піп, взятий в Паволочі, відкрив під час тортур, що багато зі старшини беруть участь у зраді проти нього». Це повстання так налякало Тетерю, що він просив короля, аби той якомога скоріше подав йому поміч і привів польське військо до України. Дослідниця Т. Таїрова-Яковлева з цього приводу припускає, що, так як Попович на паволоцькому полковництві замінив І. Богуна, то, можливо, існував зв'язок Попович — Богун — Сомко. І тоді виходить, що повстання Поповича — перша невдала спроба єдиної змови частини козацької старшини обох берегів Дніпра. Адже трохи згодом саме Богун стане одним із очільників змови й виступів проти Тетері та Речі Посполитої.
Козацький літописець Григорій Граб'янка так говорить про І. Поповича: «Воістину, якби ці два дружні мужі: Попович, говорю, і Сомко довше пожили, то могли б старого Хмельницького справи наслідувати».

## Вшанування пам'яті
11 вересня 2010 р. в Паволочі під час четвертої художньо-мистецької толоки була освячена меморіальна плита на місці ймовірної страти паволоцького полковника Івана Поповича.

### У мистецтві
- Персонаж Іван Шрам, роман «Чорна рада. Хроніка 1663 року», Пантелеймон Куліш.[32]

## Рекомендована література
- Приліпко І. Л. Духовенство в романі П. Куліша "Чорна рада" // Літературознавчі студії. — 2020. — Вип. 59. — С. 153—167.